# Păsat, Bârzula
Păsat de asemenea Pasat (în ucraineană Пасат) este un sat în comuna Balta din raionul Bârzula, regiunea Odesa, Ucraina.

## Demografie
Componența lingvistică a comunei Păsat
     Ucraineană (89,9%)
     Română (6,54%)
     Rusă (2,99%)
Conform recensământului din 2001, majoritatea populației comunei Păsat era vorbitoare de ucraineană (89,9%), existând în minoritate și vorbitori de română (6,54%) și rusă (2,99%).